# 博特坎普
博特坎普是德国石勒苏益格－荷尔斯泰因州的一个市镇。总面积13.85平方公里，总人口288人，其中男性138人，女性150人（2011年12月31日），人口密度21人/平方公里。